# Метревели, Реваз Максимович
Рева́з Макси́мович Метреве́ли (1930, Сигнаги, Грузинская ССР — 2015, Тбилиси, Грузия) — художник-керамик; Заслуженный художник Грузинской ССР (1976), член Союза художников СССР (1977), лауреат международной премии.

## Биография
В 1958 году окончил факультет прикладного искусства Тбилисской государственной художественной академии по специальности — художник-керамик.
С 1970 года является почётным гражданином французских городов Валлорис и Гольф-Жюан. В 2013 году он был награжден грамотой за выдающиеся заслуги в искусстве. 

## Творчество
С 1958 года активно участвовал в республиканских, всесоюзных и зарубежных художественных выставках. Награжден Дипломом Пражской международной выставки (1962 г.) и многими другими наградами.
В 1970 году принимал участие в проходившем во французском городе Валлорисе мировой выставке-конкурсе высокохудожественной керамики, организованной Пабло Пикассо, где его работа — декоративный кувшин, оформленный грузинскими орнаментами, заслужила высшую награду выставки — золотую медаль и диплом первой степени. Председателем жюри был Пабло Пикассо.
Работы художника хранятся в Государственном музее Грузии, в фондах Академии художеств и Национальной галереи, в России — во Всесоюзном художественно-производственном комбинате имени Е. В. Вучетича, в Токийском постоянном выставочном фонде, в музее г. Валлорис и в частных коллекциях.
О творчестве Реваза Метревели созданы телевизионные передачи и выпущены статьи как в грузинских, так и в советских и зарубежных газетах и журналах.